# Marian Gieszczykiewicz
Marian Teodor Ludwik Gieszczykiewicz (ur. 31 maja 1889 w Krakowie, rozstrzelany 30 lub 31 lipca 1942 w Auschwitz-Birkenau) – polski lekarz, bakteriolog. 

## Życiorys
Syn Teodora, księgarza i wydawcy muzycznego, oraz Eleonory z domu Pobudkiewicz. Absolwent z 1907 Gimnazjum św. Anny w Krakowie. Studiował medycynę na Uniwersytecie Jagiellońskim, dyplom doktora wszech nauk lekarskich otrzymał 8 marca 1913. W czasie I wojny światowej był lekarzem na froncie w Albanii i we Włoszech. W 1919 uzyskał ją na podstawie pracy Zjawiska współaglutynacji i paraaglutynacji bakteryj okrężnicowych został docentem bakteriologii na UJ. Od 1920 był dyrektorem Państwowego Zakładu Produkcji Szczepionek, od 1924 kierownik Katedry Bakteriologii UJ. W 1930 został profesorem zwyczajnym i prowadził wykłady z immunologii i systematyki bakterii. W 1939 wprowadził do systematyki rząd Rickettsiales i rodzinę Bartonellaceae, w tym samym roku został członkiem korespondentem Polskiej Akademii Umiejętności. W kampanii wrześniowej brał udział jako lekarz wojskowy, następnie przebywał we Lwowie, gdzie z Rudolfem Weiglem szczepił ludność cywilną powrócił późną jesienią do Krakowa, gdzie rozpoczął praktykę lekarską. Był jednym z pierwszych wykładowców tajnego nauczania medycyny. Aresztowany przez Niemców w listopadzie 1941 za udział w tajnym nauczaniu i przygotowywanie szczepionek dla ruchu oporu, torturowany na następnie przewieziony 11 czerwca 1942 do obozu koncentracyjnego KL Auschwitz (nr obozowy 39197), gdzie został zamordowany dwoma strzałami w głowę. 